# Armando López Macip
Armando López Macip (Orizaba, Veracruz, 27 de octubre de 1960). Es fundador y director de la Orquesta Clásica de Orizaba desde 1985, y se ha destacado como cronista de la región de Orizaba además de su profesión como Ingeniero Químico egresado del Instituto Tecnológico de Orizaba.

## Estudios
Realizó sus estudios básicos en escuelas de gobierno en la ciudad de Orizaba. Es egresado de Ingeniería Química Industrial por el Instituto Tecnológico de Orizaba. También estudió la licenciatura en educación artística en la Universidad Veracruzana. Licenciado en Historia por la Universidad Autónoma de Zacatecas. Cuenta con estudios de posgrado y formación continua por diversas universidades como el Instituto Politécnico Nacional así como la Universidad Nacional Autónoma de México, así como por la Universidad Autónoma de Madrid. Cuenta también con formación en Historia de México. En el ámbito musical, desde temprana edad tuvo formación musical recibiendo clases de solfeo, teoría musical, guitarra, piano, trompeta entre otros instrumentos. Posteriormente recibió clases de dirección coral y orquestal. Su padre Sacramento López Morales, fue un guitarrista virtuoso y su primer profesor de música.

## Inicios como músico
Heredó el talento y el amor por la música por su padre Sacramento López, quien le enseñó a tocar diversos instrumentos musicales desde niño. En 1977, bajo la autorización del entonces párroco Marcos Galvez, fundó el coro del templo de San José de Gracia, en la ciudad de Orizaba, así mismo sería su primer director, quien llevaría el coro hasta 1990.
Al fallecer el padre Marcos Gálvez en septiembre de 1989, López pasó sus últimos meses como director del coro para dedicarse totalmente a  la Orquesta Clásica de Orizaba. Alumno de los maestros Sacramento López (guitarra), Martha del Moral (solfeo y Teoría de la Música), Adelita Abud (Piano), Jesús Jiménez (trompeta y violoncello), Jiri Bunata (violoncello), Ana Ma. Elgarte y Alberto Alva (Dirección coral y orquestal), Fernando Lozano, Ludwig Carrasco, Alejandro Conde Valdivia y Consuelo Bolio (Dirección Orquestal). Participó como trompetista del Conj. Coral e Instrumental del I.T.O. con el que dio giras por todo el país. Violonchelista fundador de la Orquesta de Cámara de la U.V. y de la Camerata del Sistema Nacional de Institutos Tecnológicos. Se ha destacado por dirigir grupos corales e instrumentales como el Conj. Coral e Instrumental de la Parroquia  de San José con el que realizó dos grabaciones discográficas de importancia nacional, además de dirigir coros escolares de la región, como el del IVC. Es director fundador de la Orq. de Cámara “Allegro”(1985) y se desempeñó como director asociado de la Orq. de Cámara “Pro Arte” (Becaria del FONCA). Para dar una mayor identidad a la orquesta, en 1993 la transformó en Orquesta Clásica de Orizaba con la que ha ganado en tres ocasiones la Beca del Fondo Estatal para la Cultura y las Artes.

## Fundación de la Orquesta Clásica de Orizaba
Tras la desaparición de la Orquesta de Cámara de Orizaba de la Universidad Veracruzana en 1983, Armando comenzó a convocar hacia los primeros meses de 1985 a varios músicos para plantearles la integración de una orquesta independiente de cualquier institución académica o gobierno alguno, fruto de ello es que nace en julio de 1985 la Orquesta Clásica de Orizaba, la cual logró crecer y sobrevivir gracias a las becas otorgadas por el Fondo Nacional para la cultura y las artes. A lo largo de su historia, la orquesta se ha caracterizado por la difusión de la música clásica y contemporánea entre diversas comunidades urbanas y marginadas del estado de Veracruz así como la realización de giras nacionales e internacionales presentándose en países como Cuba y Francia. Armando López también ha impreso en su orquesta una marcada tendencia por sus gustos musicales propios interpretando música de los Beatles en muchas ocasiones así como haciendo duetos con orquestas y cantantes internacionales que se dedican a hacer covers de estas bandas. A lo largo de su historia, la OCO ha realizado 9 grabaciones discográficas y 3 en formato DVD.
También ha sido cofundador y miembro de diversos grupos artísticos corales y orquestales entre los que destaca la dirección de la Orquesta Sinfónica Juvenil del Estado de Veracruz, integrada por 480 miembros.

## Cronista de Orizaba
También se ha destacado por sus actividades literarias desde su etapa estudiantil y posteriormente escribiendo artículos para varias revistas y boletines así como periódicos locales. A partir de enero de 2005 comenzó la publicación de una serie de obras de historia local de la región de Orizaba resultado de varios años de investigaciones y recolección de datos y documentos antiguos, historia oral así como una gama de imágenes que conformaron su obra. Dichas obras lo han colocado como un reconocido cronista e historiador veracruzano.  Las obras publicadas hasta el día de hoy son:
- Historia del Templo y Convento de San José de Orizaba[6]
- Río Blanco, el legado de los mártires de 1907.
- Río Blanco cuna del movimiento obrero precursor de la Revolución mexicana.
- Personajes populares de Veracruz (Proyecto conjunto en el que participó con la biografía del Pbro. Rafael Rúa Álvarez).[7]
- Río Blanco pueblo fabril, pionero de la educación técnica en México.
- Nogales Historia Básica
- Gral. Ignacio de la Llave, Benemérito de la Patria
- Historia del Gran Teatro Llave de Orizaba”
- Vida y obra de los Padres del Oratorio de San Felipe Neri en Orizaba.
- Es coautor de los libros “Personajes Populares de Veracruz” y “90 años de Historia del Club Rotario de Orizaba”.

Tiene pendientes de publicar sus libros:, “Orizaba, la ‘Manchester Mexicana", "Los Palacios de Orizaba" e “Historia del Instituto Tecnológico de Orizaba”. 

## Otras actividades
Por sus méritos ha sido en diversas ocasiones director de la Casa de cultura de Orizaba, así como Director de Cultura en dos administraciones municipales de la Ciudad de Orizaba. También esta laborando como docente en el Instituto Tecnológico de Orizaba en la materia de Métodos Numéricos, Algoritmos y Programación. Es considerado por la mayoría de los estudiantes como un profesor que impulsa, motiva y siembra el amor por la música.